# Three Dog Night
Three Dog Night — американський гурт, грає в стилі рок-н-рол, утворений 1968 року у місті Лос-Анжелес. До складу гурту ввійшли: Коурі Уеллс (Cory Wells), 5 лютого 1942, Буффало, Нью-Йорк, США — вокал; Денні Хаттон (Danny Hutton), 10 вересня 1942, Банкрана, Ірландія — вокал, Чак Негрон (Chuck Negron), 8 червня 1942, Нью-Йорк, США — вокал; Джиммі Грінспун (1948—2015) — орган; Джо Шермі (Joe Schermie), 12 лютого 1945, Медісон, Вісконсин, США — бас; Майк Оллсап (нар. 1947) — гітари та Флойд Снід (Floyd Sneed), 22 листопада 1943, Калгарі, Канада — ударні.
Своєрідне незвичне вокальне звучання гурту знайшло багато прихильників. З 1969 по 1976 рік двадцять одна композиція Three Dog Night перебувала у Тор 40 журналу «Billboard», а чудова версія композиції Леннона та Маккартні «It's For You» стала одним з найбільших досягнень гурту. Й інші інтерпретації творів менш відомих авторів принесли гурту заслужене визнання. Версії пісень «One» Ніллсона та «Eli's Coming» Лори Найро потрапили до Тор 10. Подібний успіх здобула інтерпретація композиції Ренді Ньюмена «Mama Told Me Not To Соте», яка очолила чарт 1970 року. У наступні два роки гурту видав два сингли: «You To The World» (Нойта Акстона) та «Black & White» (хіт групи Greyhound), які злетіли на вершину американського чарту. Успішними виявились також переробки хіт-творів «Liar» Расса Болларда та «The Show Must Go On» Лео Сейера.
На початку сімдесятих років у гурті почали відбуватись зміни складу (не змінювались тільки три вокалісти). 1976 року до гурту приєднались декілька членів формації Rufus. Однак відхід Денні Хаттона, якого намагався замінити Джей Граски (Jay Gruska), призвів до розпаду Three Dog Night. 1981 року Хаттон з іншими учасниками гурту на деякий час реанімував Three Dog Night, але нова продукція ніяк не дорівнювала минулим хітам.

## Дискографія
- 1968: Three Dog Night
- 1969: Suitable For Framing
- 1969: Captured Live At The Forum
- 1970: It Ain't Easy
- 1970: Naturally
- 1971; Golden Bisquits
- 1971: Harmony
- 1972: Seven Separate Fools
- 1973: Recorded Live In Concert — Around The World With Three Dog Night
- 1973: Cyan
- 1974: Hard Labor
- 1974: Joy To The World — Their Greatest Hits
- 1974: Dog Style
- 1975: Coming Down Your Way
- 1976: American Pastime
- 1982: The Best Of 3 Dog Night
- 1983: It's A Jungle
- 1993: The Three Dog Night Story

### Cory Wells
- 1978: Touch Me